# Tamati Alefosio Sefo
Tamati Alefosio Sefo MSC (ur. 28 kwietnia 1972 w Tafitoala Safata) – samoański duchowny rzymskokatolicki, misjonarz Najświętszego Serca Jezusowego, prefekt apostolski Wysp Marshalla od 2025.

## Życiorys
Święcenia kapłańskie przyjął 27 listopada 2004, po ukończeniu seminarium duchownego w Suvie. Pracował w parafiach na Samoa i Fidżi, był odpowiedzialnym za formację w zgromadzeniu Misjonarzy Najświętszego Serca Jezusowego a także jego przełożonym w Oceanii w latach 2021–2023.